# Typsnittsbok
Typsnittsbok är ett program från Apple Computer som ingår i Mac OS. Syftet med programmet är att hantera datorns typsnitt.